# Super Tourenwagen Cup
 (avril 2024).
Si vous disposez d'ouvrages ou d'articles de référence ou si vous connaissez des sites web de qualité traitant du thème abordé ici, merci de compléter l'article en donnant les références utiles à sa vérifiabilité et en les liant à la section « Notes et références ».

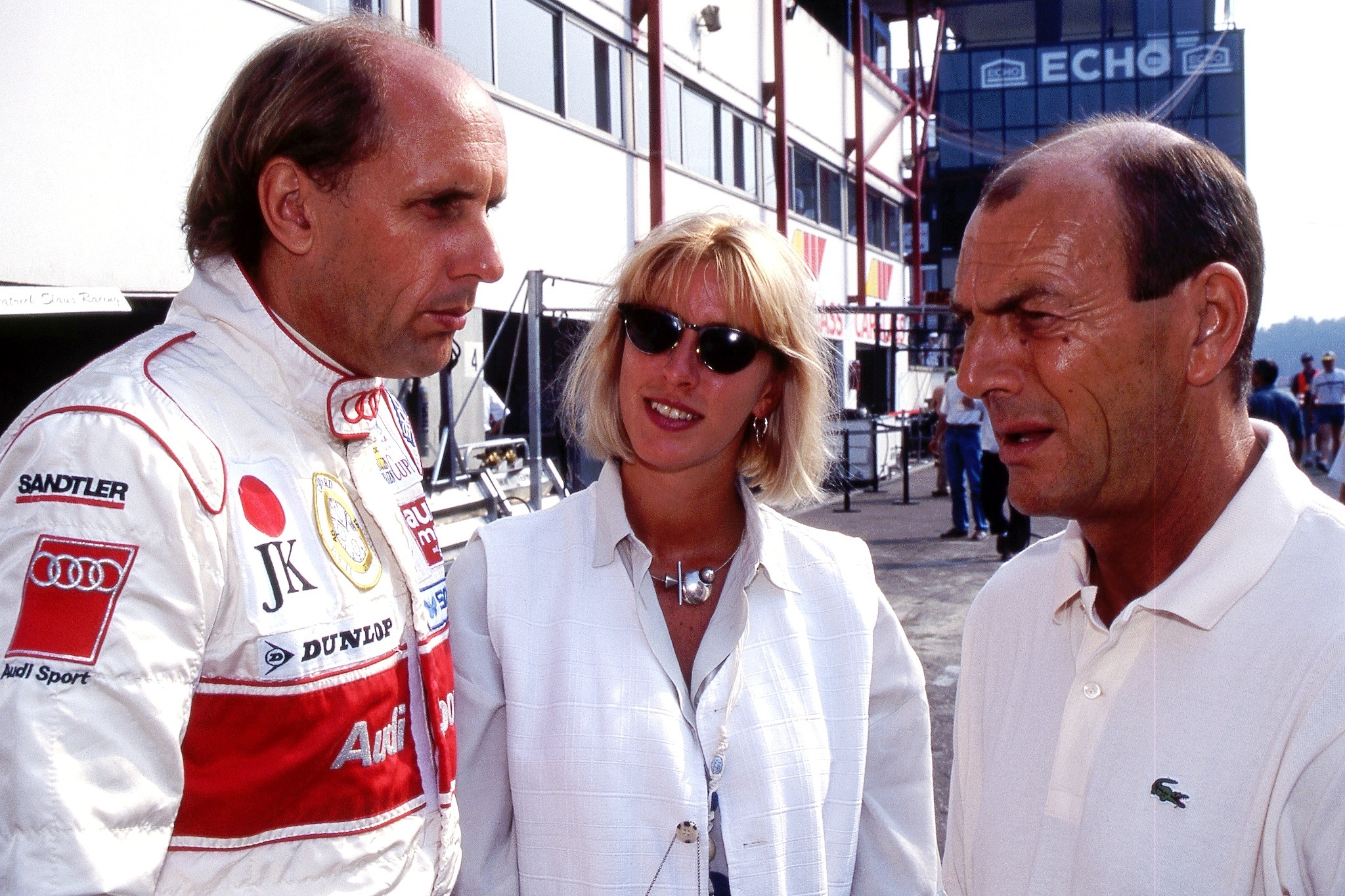
Hans-Joachim Stuck, Antje Beimbrink et Dieter L. Scharnagl photographiés sur le circuit belge de Zolder en 1994.

Le Super Tourenwagen Cup (STW) est un ancien championnat allemand de voitures de tourisme, organisé entre 1994 et 1999.

## Présentation
Le championnat a été créé en 1994 après le départ d'Audi et de BMW du Deutsche Tourenwagen Meisterschaft (DTM), à la suite de l'adoption par ce dernier en 1993 de la nouvelle règlementation FIA voiture de tourisme classe 1, beaucoup plus onéreuse que la règlementation FIA Groupe A utilisée auparavant. Le STW adopta alors la nouvelle réglementation FIA Supertourisme voiture de tourisme classe 2, moins coûteuse et plus proche des modèles de série.
Après la disparition du DTM fin 1996, le STW devint le principal championnat allemand de voitures de tourisme ; il fut rebaptisé Deutsche Super Tourenwagen Meisterschaft (Championnat d'Allemagne des voitures de Supertourisme) en 1998. Les constructeurs engagés plus ou moins officiellement furent Alfa Romeo, Audi, BMW, Ford, Nissan, Honda, Opel et Peugeot.
Le championnat disparut fin 1999 avec le déclin de la règlementation Supertourisme devenue onéreuse, juste avant la création du nouveau DTM (Deutsche Tourenwagen Masters), dans lequel s'engagèrent Opel et Audi (via Abt Sportsline). Les petites équipes présentes en STW se tournèrent pour leur part vers le championnat allemand des voitures de production, le Deutsche Tourenwagen Challenge, devenu par la suite l’ADAC Procar Series.

## Palmarès
| saison | vainqueur          | voiture                   | équipe         |
| ------ | ------------------ | ------------------------- | -------------- |
| 1994   | Johnny Cecotto     | BMW 318is                 | BMW Motorsport |
| 1995   | Joachim Winkelhock | BMW 320i                  | BMW Motorsport |
| 1996   | Emanuele Pirro     | Audi A4 quattro           | A.Z.K/R.O.C.   |
| 1997   | Laurent Aiello     | Peugeot 406 Supertourisme | Peugeot Esso   |
| 1998   | Johnny Cecotto     | BMW 320i                  | BMW Motorsport |
| 1999   | Christian Abt      | Audi A4 quattro           | Abt Sportsline |